# طوطی برزیلی رخ‌سرخ
طوطی عاشق رخ‌سرخ یا طوطی برزیلی رخ‌سرخ یا طوطی برزیلی سرسرخ (نام علمی: Agapornis pullarius)، در سال ۱۷۵۸م توسط طبیعی‌دان معروف سوئدی کارل لینه شناسایی گردید. طوطی برزیلی صورت قرمز نسبت به بقیه گونه‌ها زیستگاه وسیعی دارد و در محدوده‌ای از خلیج مرکزی آفریقا تا مناطق غربی اتیوپی و در کشورهای سیرالئون، توگو و غنا پراکنده شده است. این گونه دو زیر گونه به نام‌های A.p.pullarius و A.p.ugandae است.
زیرگونه نخست درجنگل‌های سافانا در مرکز و جنوب آفریقای استوایی در گروه‌های بیست تا سی تایی زندگی می‌کند و بر روی دانه گیاهان تغذیه نموده و این گونه برخلاف سایر گونه‌های طوطی برزیلی در لانه مورچه‌های سفید در درختان لانه‌گذاری می‌کند و اندکی از آن‌ها نیز در لانه مورچگان بر روی زمین لانه‌گذاری می‌کنند. پرنده ماده اقدام به حفر کانالی می‌کند که به محوطه بزرگ‌تری منتهی می‌شود و در آن محوطه تخم‌گذاری می‌کند و هر دو روز یک تخم می‌گذارد و جالب این که مورچه‌های سفید به پرنده اجازه می‌دهند که در بخشی از لانه آن‌ها تخم‌گذاری کند. برخی از منابع ذکر می‌کنند که طوطی برزیلی صورت قرمز بر روی تخم مورچه سفید تغذیه می‌کند، اما این موضوع به اثبات نرسیده است. دمای لانه مورچه‌های سفید معمولاً ثابت است و این باعث می‌شود که پرنده ماده بتواند تخم‌های خود را برای مدت طولانی‌تری رها کرده و به منظور تغذیه از لانه خارج شود. جوجه‌ها بعد از ۲۳ روز از تخم بیرون می‌آیند و بدن آن‌ها بدون پر بوده و اولین پرها بعد از چند روز بیرون می‌آیند، تعداد جوجه‌هایی که پرنده ماده تولید می‌کند معلوم نیست و به نظر می‌رسد که هر پرنده ماده سالیانه دو جوجه پرورش می‌دهد. زیرگونه دوم که A.p.ugandae نامیده می‌شود در کشور اوگاندا دیده می‌شود و رنگ پرهای دم آن در مقایسه با گونه اصلی کمی روشن‌تر است.